# Пегера
Пеге́ра, также Пегуэ́ра (исп. и кат. Peguera) — курортный городок на испанском острове Мальорка (Балеарские острова).

## Общие сведения
Пегера находится в юго-западной части Мальорки, административно входит в общину Кальвия. Главный город Мальорки, Пальма, расположен в 24 километрах восточнее Пегеры. Численность населения в 2017 году — 3871 человек.
Центральная улица города представляет собой бульвар, протянувшийся вдоль морского побережья и заполненный магазинами, торгующими обувью, одеждой, часами, кожаной галантереей и т. п., а также закусочными, ресторанами, кафе, дискотеками. В вечернее время, приблизительно после 19.00, автомобильное движение по бульвару прекращается и он превращается в пешеходную зону, рассчитанную на обслуживание туристов. Городок окружён невысокими холмами, покрытыми рощами из хвойных деревьев.
В Пегере три пляжа — Пальмира (Platja Palmira), де Тора (Platja de Tora) и де ла Романа (Platja de la Romana). Все они достаточно мелки и подходят для отдыхающих с детьми. Основной контингент приезжающих в Пегеру — туристы из Германии.
Административный центр острова, Пальма-де-Мальорку, из Пегеры можно посетить на автобусах маршрутов № 102, 103 и 104, регулярно сообщающихся между двумя городами до самого позднего времени суток.

## Галерея

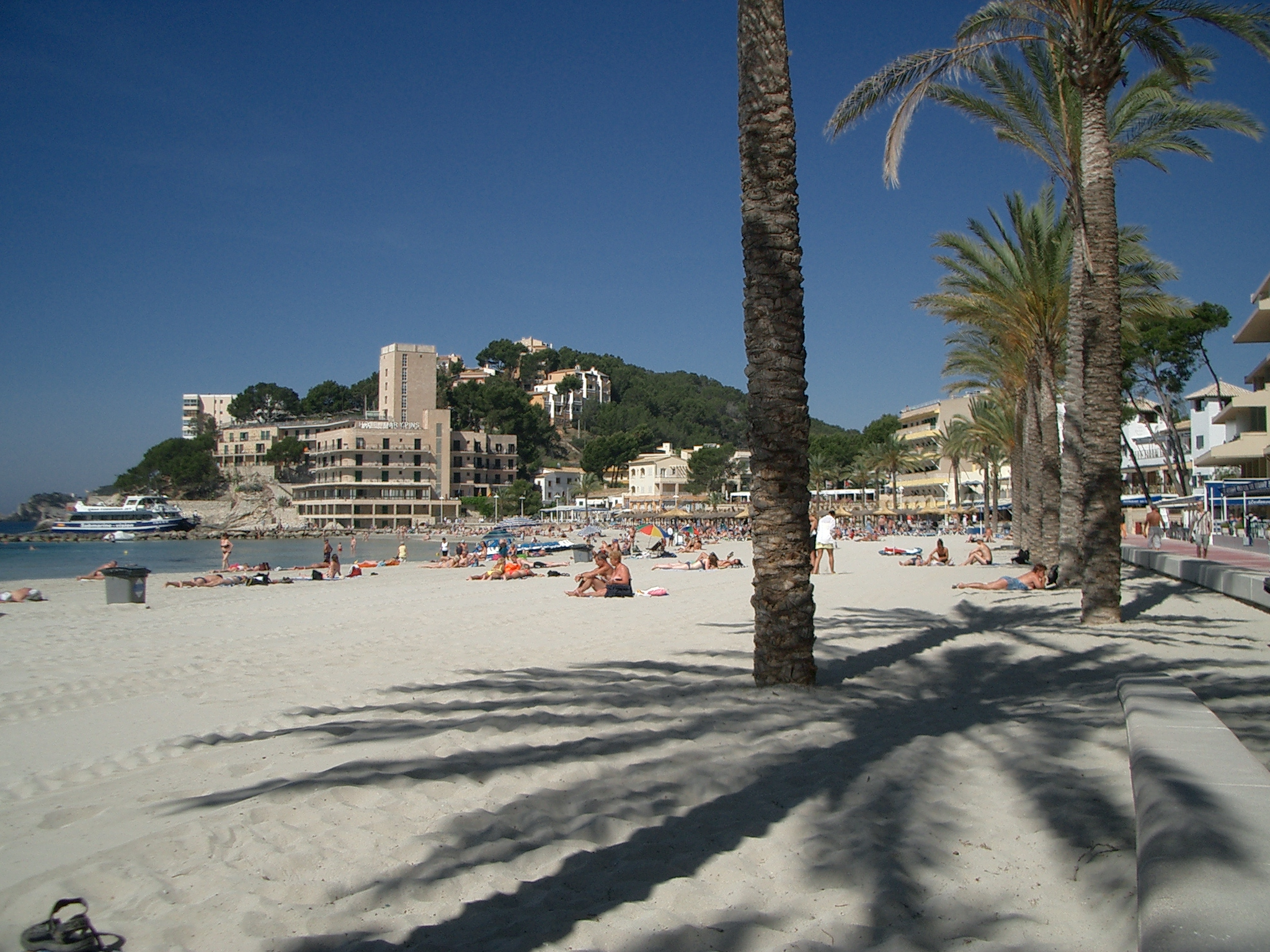
Пляж Пальмира в Пегере
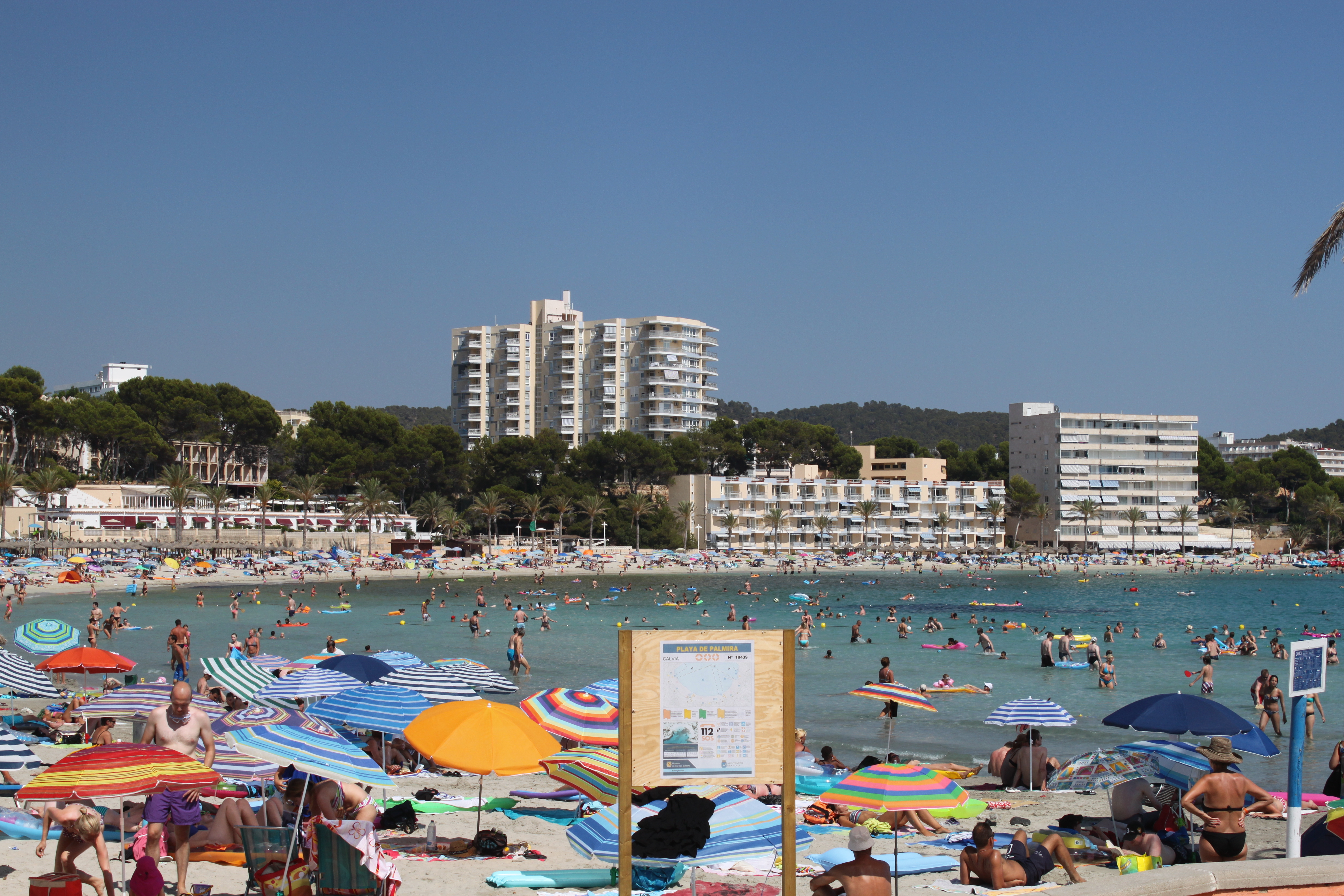
Пегера, 2013 год
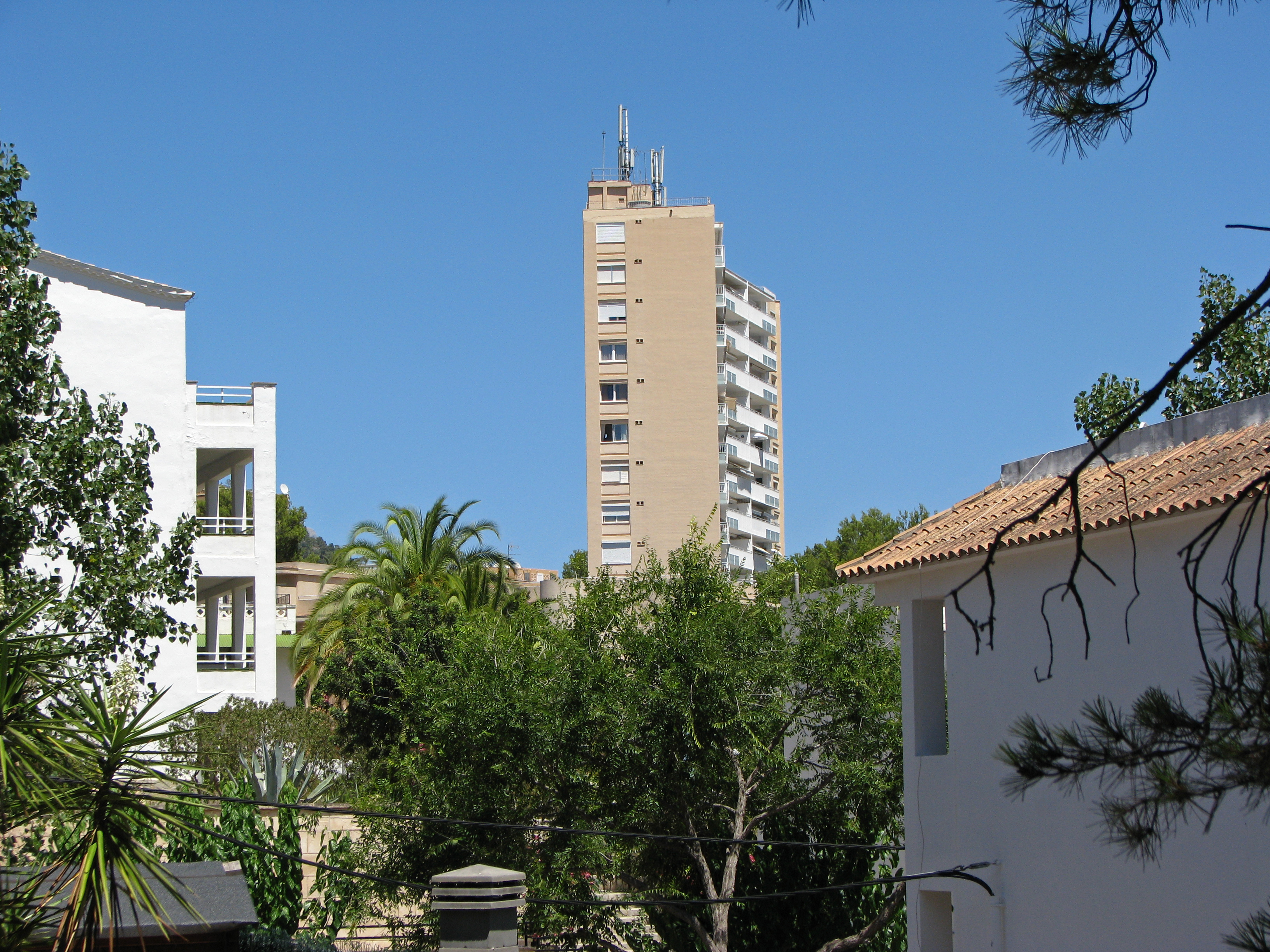
Пегера
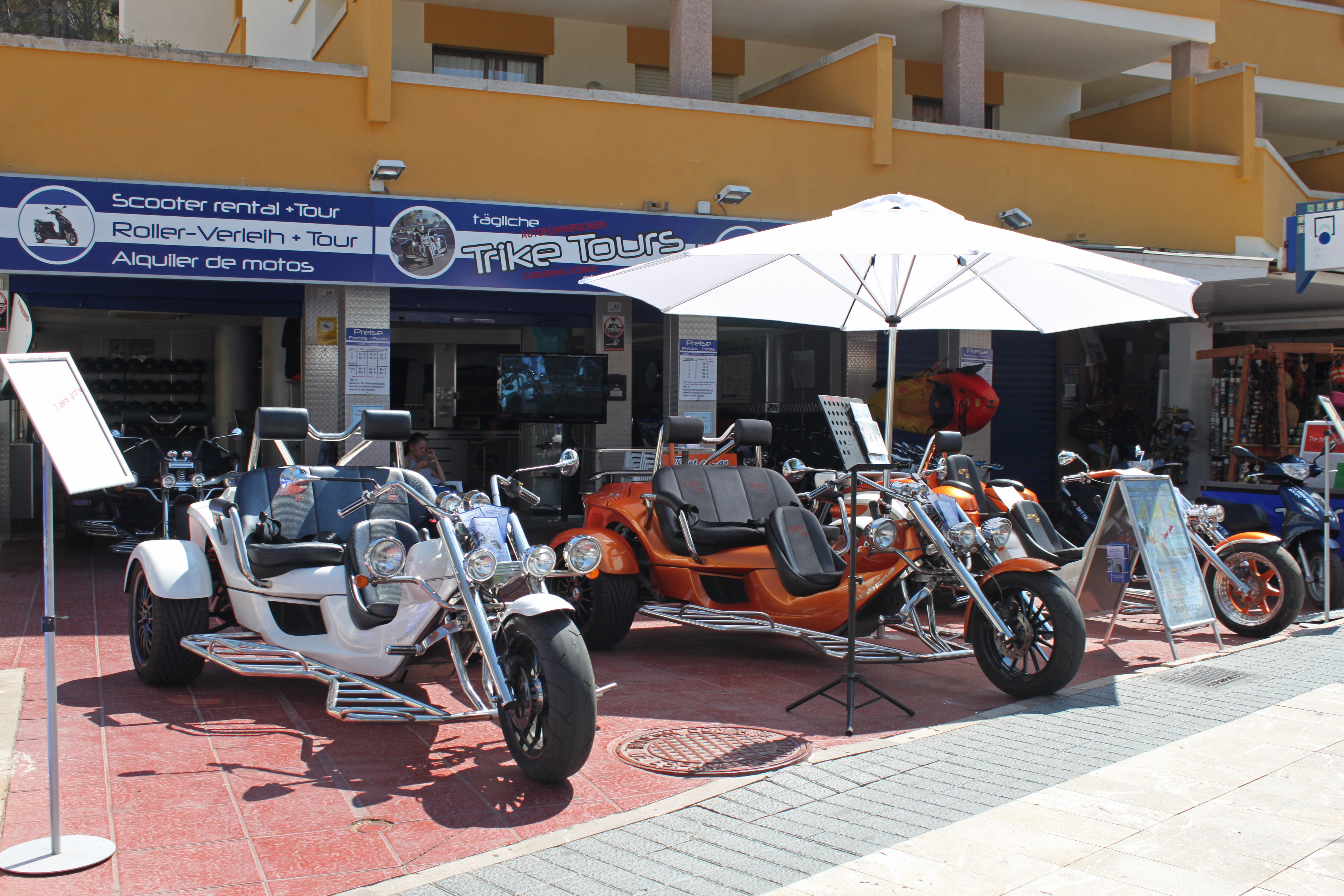
Аренда мотоциклов в Пегера